# Bernardo de Sá Nogueira de Figueiredo, markis av Sá da Bandeira

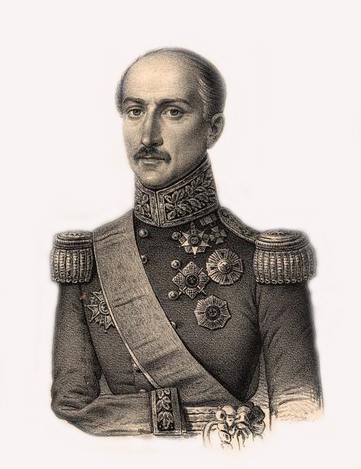
Markisen av Sá da Bandeira.

Bernardo de Sá Nogueira de Figueiredo, markis av Sá da Bandeira, född den 26 september 1795 i Santarem, död den 6 januari 1876 i Lissabon, var en portugisisk statsman.
Sá da Bandeira deltog i revolutionsrörelsen 1820, kämpade 1822 för den fria författningen och nödgades därför 1824 efter absolutismens seger gå i landsflykt. Han återkom 1826 och slöt sig 1832 till dom Pedros anhängare. Som kommendant i Porto försvarade han staden mot dom Miguel och belönades med baronisering. Åren 1832–1833 och vintern 1835–1836 var han sjöminister. Efter septemberrevolutionen 1836, i vilken Sá da Bandeira inte deltog, var han ånyo till 1842 minister. Han bekämpade 1837 med framgång Saldanhas och Terceiras upprorsförsök. År 1846 trädde Sá da Bandeira i spetsen för den mot Saldanha riktade radikala resningen i Porto, drog 1847 med en här mot Lissabon, men måste i Setubal ge sig fången åt engelsmännen. Sina värdigheter, som Sá da Bandeira då berövades, återvann han snart genom den allmänna amnestin. Som oppositionsledare i pärskammaren spelade han en betydande roll. Sá da Bandeira återkom till makten 1856, var 1856–1859 marin- och kolonialminister, 1860–1864 krigsminister och april-september 1865, juli 1868–maj 1870, augusti 1870–september 1871 på nytt konseljpresident. Under denna sista epok innehade Sá da Bandeira även utrikesministerportföljen. År 1864 blev han markis.